# Bruno Martin (Politiker, 1961)
Bruno Martin (* 15. September 1961) ist ein Winzer und Schweizer Politiker (EDU; zuvor Grüne).

## Leben
Bruno Martin ist Bio-Winzer und bewirtschaftet seit Anfang der 1980er-Jahre ein Weingut in Ligerz am Bielersee, das er von seinen Grosseltern übernommen hat. Schweizweite Bekanntheit erlangte Martin 2013 durch die Teilnahme an der Doku-Soap Bauer, ledig, sucht… des Senders 3+. Er ist Vater von vier Kindern und lebt in Täuffelen.

## Politik
Nach der Wahl von Kilian Baumann in den Nationalrat rückte Bruno Martin 2019 auf den frei werdenden Sitz im Grossen Rat des Kantons Bern nach. Bei den Wahlen 2022 wurde er wiedergewählt. Er war von 2019 bis 2021 Ersatzmitglied der Bau-, Energie-, Verkehrs- und Raumplanungskommission und von 2021 bis 2022 Stimmenzähler. Seit 2021 ist er Ersatzmitglied der Kommission für Staatspolitik und Aussenbeziehungen. Im Februar 2023 trat Martin aus persönlichen Gründen aus der Grünen Fraktion und aus der Grünen Partei aus und schloss sich der EDU-Fraktion an.
Bruno Martin ist Geschäftsleitungsmitglied des Wärmeverbundes Ligerz und der Naturtalente Biowein GmbH in Ligerz.